# 아날로그와 디지털 기록의 비교
소리는 녹음되고 저장되며 디지털 또는 아날로그 기술을 사용하여 재생될 수 있다. 두 기술 모두 소리에 오류와 왜곡을 유발하며, 이러한 방법들은 체계적으로 비교될 수 있다. 음악가들과 청취자들은 디지털과 아날로그 녹음의 우수성에 대해 논쟁해 왔다. 아날로그 시스템에 대한 주장에는 에일리어싱 및 관련 위신호 제거 구현, 지터 및 양자화 잡음을 포함하여 디지털 오디오 시스템에 존재하는 근본적인 오류 메커니즘의 부재가 포함된다. 디지털 지지자들은 가청 대역에서의 뛰어난 선형성과 낮은 수준의 잡음 및 왜곡을 포함하여 디지털 오디오로 가능한 높은 수준의 성능을 지적한다.:7
두 방법 간의 성능에서 두드러진 두 가지 차이점은 대역폭과 신호 대 잡음비 (S/N 비)이다. 디지털 시스템의 대역폭은 나이퀴스트 진동수에 따라 사용되는 샘플 레이트에 의해 결정된다. 아날로그 시스템의 대역폭은 아날로그 회로의 물리적 및 전자적 능력에 따라 달라진다. 디지털 시스템의 S/N 비는 디지털화 과정의 비트 심도에 의해 제한될 수 있지만, 변환 회로의 전자적 구현은 추가적인 잡음을 유발한다. 아날로그 시스템에서는 플리커 잡음과 기록 매체의 불완전성 등 다른 자연적인 아날로그 잡음 원인이 존재한다. 다른 성능 차이점들은 비교 대상 시스템에 따라 달라지는데, 예를 들어 디지털 시스템에서 더 투명한 필터링 알고리즘의 능력과 아날로그 시스템의 고조파 포화 및 속도 변화 등이 있다.

## 동적 범위
오디오 시스템의 동적 범위는 매체에서 표현할 수 있는 가장 작은 진폭 값과 가장 큰 진폭 값 사이의 차이를 측정하는 척도이다. 디지털과 아날로그는 전송 및 저장 방법뿐만 아니라 이러한 방법으로 인해 시스템이 나타내는 동작에서도 차이가 있다.
디지털 오디오 시스템의 동적 범위는 아날로그 오디오 시스템의 동적 범위를 훨씬 능가한다. 소비자용 아날로그 콤팩트 오디오 카세트 테이프의 동적 범위는 50에서 75 dB 사이이다. 아날로그 FM 방송은 동적 범위가 50 dB를 초과하는 경우가 드물다. 아날로그 스튜디오 마스터 테이프는 최대 77 dB의 동적 범위를 가질 수 있다. 완벽한 비닐로 만들어진 LP는 이론적으로 70 dB의 동적 범위를 가질 수 있지만, 측정 결과 실제 성능은 60~70 dB 범위이다.
이를 디지털 녹음과 비교해 보자. 일반적으로 16비트 디지털 녹음은 90에서 95 dB 사이의 동적 범위를 가진다.:132
16비트 이상의 정확도를 가진 디지털 레코더를 사용하는 이점은 16비트 오디오 CD에 적용될 수 있다. 메리디안 오디오 설립자 존 로버트 스튜어트는 올바른 디더링을 사용하면 디지털 시스템의 해상도는 이론적으로 무한하며, 예를 들어 잘 설계된 16비트 채널에서 -110 dB(디지털 풀 스케일 미만)의 소리를 해상할 수 있다고 강조한다.:3

### 과부하 조건
높은 수준의 신호가 존재할 때 아날로그 및 디지털 시스템의 동작에는 몇 가지 차이가 있으며, 이러한 신호가 시스템을 과부하로 밀어넣을 가능성이 있다. 높은 수준의 신호가 있을 때 아날로그 자기 테이프는 포화에 가까워지고, 고주파 응답은 저주파 응답에 비례하여 감소한다. 이는 바람직하지 않지만, 가청 효과는 상당히 거슬리지 않을 수 있다. 대조적으로, 디지털 PCM 레코더는 과부하 시 비선형적인 동작을 보인다.:65 피크 양자화 수준을 초과하는 샘플은 단순히 잘려 파형을 완전히 클리핑하며, 이는 많은 양의 고주파 고조파 형태의 왜곡을 유발한다. 원칙적으로 PCM 디지털 시스템은 전체 신호 진폭에서 가장 낮은 수준의 비선형 왜곡을 갖는다. 아날로그 시스템은 일반적으로 그 반대이며, 왜곡은 높은 신호 수준에서 증가하는 경향이 있다. Manson (1980)의 연구는 고품질 방송을 위한 디지털 오디오 시스템의 요구 사항을 고려했다. 이 연구는 16비트 시스템으로 충분하지만, 일반적인 작동 조건에서 시스템이 제공하는 작은 여유를 지적했다. 이러한 이유로 시스템이 과부하되는 것을 방지하기 위해 빠른 작동 신호 리미터 또는 '소프트 클리퍼'를 사용할 것을 제안했다.
많은 녹음에서 신호 피크의 고수준 왜곡은 원본 신호에 의해 가려져 들릴 수 있다. 따라서 피크 신호 수준에서 많은 양의 왜곡이 허용될 수 있다. 아날로그와 디지털 시스템의 차이는 고수준 신호 오류의 형태이다. 일부 초기 아날로그-디지털 변환기는 과부하 시 비선형적인 동작을 보였는데, 과부하 신호가 양의 최대치에서 음의 최대치로 '랩핑'되었다. 시그마-델타 변조 기반의 최신 변환기 설계는 과부하 조건에서 불안정해질 수 있다. 일반적으로 디지털 시스템의 설계 목표는 과부하를 방지하기 위해 고수준 신호를 제한하는 것이다.:65 과부하를 방지하기 위해 최신 디지털 시스템은 입력 신호를 압축하여 디지털 최대치에 도달하지 못하도록 할 수 있다.:4

## 물리적 손상
아날로그 복제와는 달리, 디지털 복제는 원칙적으로 무한정 세대 손실 없이 정확한 복제본을 만들 수 있다. 오류 수정은 디지털 형식이 상당한 미디어 손상을 견딜 수 있도록 하지만, 디지털 미디어도 데이터 손실로부터 자유롭지 않다. 소비자용 CD-R 콤팩트 디스크는 고유한 품질 문제와 제조 품질 문제로 인해 수명이 제한적이고 가변적이다.
비닐 레코드의 경우, 디스크를 재생할 때마다 충실도가 일부 손실될 수 있다. 이는 레코드 표면과 접촉하는 스타일러스의 마모 때문이다. 아날로그 및 디지털 자기 테이프는 테이프가 헤드, 가이드 및 테이프 주행의 다른 부품 위로 미끄러질 때 테이프와 이들 사이의 마찰로 인해 마모된다. 테이프 장비의 테이프 경로를 청소할 때 면봉에 묻어나는 갈색 잔여물은 실제로는 테이프에서 떨어진 자기 코팅 입자이다. 끈적거림 증후군은 오래된 테이프에서 흔히 발생하는 문제이다. 테이프는 또한 품질이 낮거나 정렬되지 않은 테이프 데크로 인해 플라스틱 테이프 베이스의 가장자리가 접히거나 늘어나거나 헤지는 손상을 입을 수 있다.
CD를 재생할 때는 레이저 빔을 사용하여 데이터를 광학적으로 읽기 때문에 물리적인 접촉이 없다. 따라서 미디어 손상이 발생하지 않으며, CD는 적절하게 관리하면 재생할 때마다 정확히 동일한 소리를 낸다(플레이어와 CD 자체의 노화는 제외). 그러나 이는 광학 시스템의 이점이지 디지털 녹음의 이점은 아니며, 레이저디스크 형식도 아날로그 광학 신호와 동일한 비접촉 이점을 누린다. CD는 디스크 부패로 인해 제대로 보관하고 재생하지 않아도 시간이 지남에 따라 서서히 성능이 저하된다. 1,000년 동안 읽을 수 있다고 광고하는 기록 가능 광학 기술인 M-DISC는 특정 시장에서 판매되고 있지만, 2020년 말 현재 CD-R 형식으로는 판매된 적이 없다. (하지만 DVD 오디오 형식을 사용하여 M-DISC DVD-R에 소리를 저장할 수 있다.)

## 잡음
전자 오디오 신호의 경우 잡음원은 녹음 및 재생 주기에서 기계적, 전기적 및 열적 잡음을 포함한다. 오디오 장비가 원본 신호에 추가하는 잡음의 양은 정량화될 수 있다. 수학적으로 이는 신호 대 잡음비 (SNR 또는 S/N 비)를 통해 표현될 수 있다. 때로는 시스템의 최대 가능한 동적 범위가 대신 인용되기도 한다.
디지털 시스템의 경우 재생 품질은 아날로그-디지털 및 디지털-아날로그 변환 단계에 따라 달라지며, 디지털 값을 오류 없이 유지하기에 충분하다면 녹음 매체의 품질에 따라 달라지지 않는다. 비트 단위로 완벽한 저장 및 검색이 가능한 디지털 매체는 오류에 대한 허용 오차가 없는 소프트웨어 저장용으로 일반적으로 개발되었기 때문에 오랫동안 보편적이었다.
아날로그-디지털 변환 과정은 이론적으로 항상 양자화 왜곡을 도입한다. 이 왜곡은 디더링을 사용하여 상관 없는 양자화 잡음으로 표현될 수 있다. 이 잡음 또는 왜곡의 크기는 양자화 수준의 수에 따라 결정된다. 이진 시스템에서는 이는 비트 수에 의해 결정되며 일반적으로 비트 수로 표시된다. 각 추가 비트는 가능한 SNR을 약 6 dB 증가시킨다(예: 24비트의 경우 24 x 6 = 144 dB, 20비트 양자화의 경우 120 dB). 레드북 오디오 CD의 16비트 디지털 시스템은 216 = 65,536개의 가능한 신호 진폭을 가지며, 이론적으로 98 dB의 SNR을 허용한다.:49

### 럼블
럼블은 턴테이블의 베어링 불완전으로 인해 발생하는 특성 잡음의 한 형태이다. 플래터는 원하는 회전 외에 약간의 움직임을 가지는 경향이 있으며 턴테이블 표면도 위아래로 그리고 좌우로 약간 움직인다. 이 추가적인 움직임은 원하는 신호에 잡음으로 추가되며, 주로 매우 낮은 주파수에서 발생하여 조용한 부분에서 럼블링 사운드를 생성한다. 매우 저렴한 턴테이블은 때때로 볼 베어링을 사용했으며, 이는 가청 수준의 럼블을 생성할 가능성이 매우 높다. 더 비싼 턴테이블은 대형 슬리브 베어링을 사용하는 경향이 있으며, 이는 불쾌한 수준의 럼블을 생성할 가능성이 훨씬 낮다. 턴테이블 질량 증가는 또한 럼블 감소로 이어진다. 좋은 턴테이블은 픽업에서 지정된 출력 수준보다 60 dB 이상 낮은 럼블을 가져야 한다.:79–82 신호 경로에 움직이는 부품이 없기 때문에 디지털 시스템은 럼블의 영향을 받지 않는다.

### 와우와 플러터
와우 및 플러터는 아날로그 장치의 주파수 변화이며 기계적 불완전성의 결과이다. 와우는 더 느린 속도로 발생하는 플러터의 한 형태이다. 와우 및 플러터는 순음이 포함된 신호에서 가장 두드러진다. LP 레코드의 경우, 턴테이블의 품질이 와우 및 플러터 수준에 큰 영향을 미친다. 좋은 턴테이블은 평균 값에서 0.05% 미만의 와우 및 플러터 값을 가진다. 와우 및 플러터는 레코더의 불완전한 작동으로 인해 녹음에서도 발생할 수 있다. 타임베이스를 위한 정밀 수정 발진기를 사용하기 때문에 디지털 시스템은 와우 및 플러터의 영향을 받지 않는다.

## 주파수 응답
디지털 시스템의 경우 주파수 응답의 상한은 샘플링 주파수에 의해 결정된다. 디지털 시스템에서 샘플링 주파수 선택은 표본화 정리에 기반한다. 이는 샘플링된 신호의 대역폭의 두 배보다 큰 주파수로 샘플링되는 한, 샘플링된 신호는 정확하게 재현될 수 있다고 명시한다. 이는 나이퀴스트 진동수이다. 따라서 40 kHz의 샘플링 주파수는 20 kHz 이하의 주파수 성분을 가진 신호에 포함된 모든 정보를 캡처하기에 수학적으로 충분하다. 샘플링 정리는 또한 샘플링하기 전에 나이퀴스트 주파수 이상의 주파수 콘텐츠가 신호에서 제거되어야 한다고 요구한다. 이는 안티 에일리어싱 필터를 사용하여 수행되며, 에일리어싱을 충분히 줄이기 위해 전이 대역이 필요하다. 오디오 CD 표준에서 사용되는 44,100Hz 샘플링 주파수가 제공하는 대역폭은 대략 20 Hz에서 20 kHz까지 확장되는 인간의 전체 가청 주파수 범위를 커버하기에 충분히 넓다.:108 전문 디지털 레코더는 더 높은 주파수를 녹음할 수 있는 반면, 일부 소비자용 및 통신 시스템은 더 제한된 주파수 범위를 녹음한다.
일부 아날로그 테이프 제조업체는 최대 20 kHz의 주파수 응답을 명시하지만, 이러한 측정은 낮은 신호 수준에서 이루어졌을 수 있다. 콤팩트 카세트는 전체(0 dB) 녹음 수준에서 최대 15 kHz까지 응답을 확장할 수 있다. 더 낮은 수준(−10 dB)에서는 카세트가 테이프 미디어의 자체 소거로 인해 일반적으로 20 kHz로 제한된다.
일반적인 LP 플레이어의 주파수 응답은 20 Hz에서 20 kHz, ±3 dB일 수 있다. 비닐 레코드의 저주파 응답은 럼블 잡음(위에서 설명)뿐만 아니라 전체 픽업 암 및 변환기 어셈블리의 물리적 및 전기적 특성에 의해 제한된다. 비닐의 고주파 응답은 카트리지에 따라 달라진다. CD4 레코드는 최대 50 kHz의 주파수를 포함했다. LP 레코드에 실험적으로 최대 122 kHz의 주파수가 기록된 바 있다.

### 에일리어싱
디지털 시스템은 나이퀴스트 진동수 이상의 모든 고주파 신호 콘텐츠가 샘플링 전에 제거되어야 하며, 그렇지 않으면 이러한 초음파 주파수가 가청 범위의 주파수로 "폴딩 오버"되어 에일리어싱이라는 왜곡을 생성한다. 에일리어싱은 디지털 시스템에서 안티-에일리어싱 필터에 의해 방지된다. 그러나 특정 차단 주파수 이상의 모든 주파수 콘텐츠를 정확하게 제거하는 아날로그 필터를 설계하는 것은 비현실적이다. 대신, 나이퀴스트 요구 사항보다 높은 샘플 속도가 일반적으로 선택된다. 이 솔루션은 오버샘플링이라고 불리며, 덜 공격적이고 저렴한 안티-에일리어싱 필터를 사용할 수 있도록 한다.
초기 디지털 시스템은 아날로그 위신호 제거 필터의 사용과 관련된 여러 신호 저하를 겪었을 수 있다. 예를 들어, 시간 분산, 비선형 왜곡, 리플, 필터의 온도 의존성 등이 있다.:8 오버샘플링 설계와 델타-시그마 변조를 사용하면 덜 공격적인 아날로그 위신호 제거 필터가 디지털 필터로 보완될 수 있다. 이 접근 방식은 디지털 필터가 낮은 대역 내 리플과 노화 또는 열 드리프트 없이 거의 이상적인 주파수 영역 전달 함수를 가질 수 있다는 여러 가지 장점이 있다.:18 그러나 디지털 위신호 제거 필터는 시간 영역 응답, 특히 낮은 샘플 속도에서 성능 저하를 일으킬 수 있다.
아날로그 시스템은 나이퀴스트 한계나 에일리어싱의 영향을 받지 않으므로 위신호 제거 필터나 그와 관련된 설계 고려 사항이 필요하지 않다. 대신 아날로그 저장 형식의 한계는 구성의 물리적 특성에 의해 결정된다.

## 샘플링 속도
CD 품질 오디오는 44,100Hz (나이퀴스트 주파수 = 22.05 kHz)로 샘플링되며 16비트로 녹음된다. 파형을 더 높은 주파수로 샘플링하고 샘플당 더 많은 비트를 허용하면 잡음과 왜곡을 더 줄일 수 있다. DAT는 최대 48 kHz로 오디오를 샘플링할 수 있으며, DVD 오디오는 96 또는 192 kHz로 최대 24비트 해상도를 가질 수 있다. 이러한 샘플링 속도 중 어느 것을 사용하든, 일반적으로 인간 가청 주파수 범위로 간주되는 것보다 높은 신호 정보가 캡처된다. 더 높은 샘플 속도는 위신호 제거 필터 구현에 대한 제약을 덜 부과하여 복잡성을 줄이고 신호 왜곡을 줄일 수 있다.
1981년 무라오카 외 연구팀이 수행한 연구는 22 kHz 이상의 주파수 성분을 포함하는 음악 신호가 고품질 스피커로 재생될 때 그렇지 않은 신호와 구별되지 않는다는 것을 보여주었다.
니시구치 외 연구팀(2004)의 지각 연구는 "음향 자극 및 피험자들 사이에서 초고주파 성분이 있는 소리와 없는 소리 사이에 유의미한 차이가 발견되지 않았다... 그러나 [니시구치 외 연구팀]은 일부 피험자가 초고주파 성분이 있는 음악 소리와 없는 음악 소리를 구별할 수 있을 가능성을 여전히 확인하거나 부인할 수 없다."고 결론지었다.
1996년 밥 카츠가 수행한 블라인드 청취 테스트(그의 저서 『마스터링 오디오: 예술과 과학』에 기술됨)에서, 동일한 고음질 재생 장비를 사용한 피험자들은 20kHz 이상의 주파수를 제거하도록 동일하게 필터링된 프로그램 자료와 40kHz 이상의 주파수를 제거하도록 필터링된 프로그램 자료 사이에 가청적인 차이를 식별할 수 없었다. 이는 초음파 콘텐츠의 존재 또는 부재가 샘플 속도 간의 청각적 변이를 설명하지 않는다는 것을 보여준다. 그는 변이가 주로 변환기 내 대역 제한 필터의 성능 때문이며, 이상적인 조건에서는 더 높은 샘플 속도가 필요하지 않을 수도 있다고 가정한다. 던(1998)은 변환기 성능 차이가 변환기에 사용된 대역 제한 필터와 그들이 유발하는 인공물로 설명될 수 있는지 알아보기 위해 디지털 변환기의 성능을 조사했다.

## 양자화

4비트를 사용한 샘플링된 오디오 파형의 양자화 그림

신호는 아날로그-디지털 변환회로에 의해 디지털로 녹음되는데, 이는 샘플링 속도에 따라 정해진 간격으로 아날로그 신호의 진폭을 측정하고, 이 샘플링된 숫자를 컴퓨터 하드웨어에 저장한다. 컴퓨터의 숫자는 유한한 이산 값을 나타내므로, 아날로그 신호가 고유한 방법(디더링 없이)으로 디지털 샘플링되면 오디오 신호의 진폭은 단순히 가장 가까운 표현으로 반올림된다. 이 과정을 양자화라고 하며, 측정상의 이러한 작은 오류는 낮은 수준의 잡음이나 왜곡으로 청각적으로 나타난다. 때때로 입자성 또는 양자화 왜곡이라고 불리는 이러한 형태의 왜곡은 일부 디지털 시스템 및 녹음, 특히 초기 디지털 녹음의 결함으로 지적되어 왔으며, 디지털 버전이 아날로그 버전보다 열등하다고 언급되었다. 그러나 "양자화가 올바른 디더링을 사용하여 수행된다면, 디지털화의 유일한 결과는 사실상 백색, 무상관, 양성, 무작위 잡음 바닥의 추가일 뿐이다. 잡음 수준은 채널의 비트 수에 따라 달라진다.":6
샘플에 의해 수치적으로 표현될 수 있는 가능한 값의 범위는 사용된 이진 자릿수에 의해 결정된다. 이를 해상도라고 하며, PCM 오디오의 맥락에서는 일반적으로 비트 심도라고 불린다. 양자화 잡음 수준은 이 숫자에 의해 직접 결정되며, 해상도가 증가함에 따라 지수적으로(dB 단위로 선형적으로) 감소한다. 적절한 비트 심도를 사용하면 다른 소스의 무작위 잡음이 지배적이 되어 양자화 잡음을 완전히 가릴 것이다. 레드북 CD 표준은 16비트를 사용하며, 이는 양자화 잡음을 최대 진폭보다 96 dB 낮게 유지하여 거의 모든 소스 자료에서 식별 가능한 수준보다 훨씬 낮다. 효과적인 디더링의 추가는 "실질적으로 해상도는 잡음 속에서 소리를 해상하는 우리의 능력에 의해 제한된다. ... 우리는 잘 설계된 16비트 채널에서 -110dB의 신호를 측정하고 듣는 데 문제가 없다." DVD 오디오 및 대부분의 최신 전문 녹음 장비는 24비트 샘플을 허용한다.
아날로그 시스템은 신호가 인코딩되는 이산적인 디지털 수준을 반드시 가지는 것은 아니다. 결과적으로, 원본 신호가 보존될 수 있는 정확도는 대신 매체 및 재생 장비의 고유한 노이즈 플로어와 최대 신호 수준에 의해 제한된다.

### 아날로그 미디어에서의 양자화
아날로그 매체는 분자로 구성되어 있으므로 가장 작은 미세 구조는 녹음된 신호의 최소 양자화 단위를 나타낸다. 무작위적인 분자의 열 운동, 읽기 기기의 0이 아닌 크기, 기타 평균화 효과와 같은 자연적인 디더링 과정은 실제 한계를 가장 작은 분자 구조적 특징보다 더 크게 만든다. 완벽한 다이아몬드로 구성된 이론적인 LP는 8마이크론의 홈 크기와 0.5나노미터의 특징 크기를 가지며, 16비트 디지털 샘플과 유사한 양자화를 가진다.

### 해결책으로서의 디더링

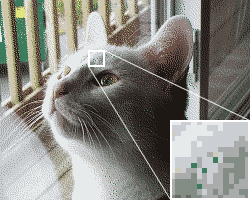
이미지 처리에서 디더링이 사용된 그림. 팔레트를 16가지 색상으로만 줄이기 전에 무작위 편차가 삽입되었는데, 이는 오디오 신호에 대한 디더의 효과와 유사하다.

디더링을 적용함으로써 양자화 잡음을 청각적으로 무해하게 만들 수 있다. 이를 위해 양자화 전에 원본 신호에 잡음을 추가한다. 디더링의 최적 사용은 양자화 오류를 신호와 독립적으로 만들며,:143 디지털 시스템의 최하위 비트 이하의 신호 정보를 유지할 수 있도록 한다.:3
디더링 알고리즘은 또한 일반적으로 노이즈 셰이핑의 한 종류를 사용하는 옵션을 가지고 있는데, 이는 대부분의 디더링 잡음의 주파수를 인간의 귀에 덜 들리는 영역으로 밀어넣어 청취자에게 나타나는 노이즈 플로어의 수준을 낮춘다.
디더링은 일반적으로 최종 비트 심도 감소 전에 마스터링 중에 적용되며, 또한 DSP의 다양한 단계에서도 적용된다.

## 타이밍 지터
디지털 시스템의 성능을 저하시킬 수 있는 한 가지 측면은 지터이다. 이는 샘플링 속도에 따라 정확한 이산 샘플 간격이 되어야 할 것에서 시간적으로 변동이 발생하는 현상이다. 이는 디지털 클록의 타이밍 부정확성 때문일 수 있다. 이상적으로, 디지털 클록은 정확히 일정한 간격으로 타이밍 펄스를 생성해야 한다. 디지털 전자 회로 내에서 지터의 다른 원인으로는 데이터 유발 지터(디지털 스트림의 한 부분이 시스템을 통해 흐르면서 다음 부분에 영향을 미치는 경우)와 전원 공급 유발 지터(전원 공급 장치의 잡음이 전력을 공급하는 회로의 신호 타이밍에 불규칙성을 유발하는 경우)가 있다.
디지털 시스템의 정확도는 샘플링된 진폭 값에 따라 달라지지만, 이 값들의 시간적 규칙성에도 달려 있다. 이러한 시간적 의존성의 아날로그 버전은 피치 오류와 와우 및 플러터로 알려져 있다.
주기적인 지터는 변조 잡음을 생성하며 아날로그 플러터와 동등하다고 생각할 수 있다. 무작위 지터는 디지털 시스템의 잡음 플로어를 변경한다. 변환기의 지터 민감도는 변환기 설계에 따라 달라진다. 5 ns의 무작위 지터가 16비트 디지털 시스템에 중요할 수 있음이 입증되었다.
1998년, 벤자민과 개논은 청취 테스트를 통해 지터의 가청성을 연구했다.:34 그들은 가청 가능한 가장 낮은 수준의 지터가 약 10 ns(rms)라는 것을 발견했다. 이는 17 kHz 사인파 테스트 신호에서였다. 음악의 경우, 어떤 청취자도 20 ns보다 낮은 수준에서 지터를 가청할 수 없었다. 아시하라 외 연구팀(2005)의 논문은 음악 신호의 무작위 지터에 대한 감지 임계값을 결정하려고 시도했다. 그들의 방법은 ABX 청취 테스트를 포함했다. 그들의 결과에 대해 논의하면서, 저자들은 다음과 같이 언급했다.
현재까지 소비자 제품의 실제 지터는 적어도 음악 신호 재생을 위해서는 감지하기에 너무 작아 보인다. 그러나 본 연구에서 얻은 감지 임계값이 정말로 청각 해상도의 한계를 나타내는 것인지, 아니면 장비 해상도에 의해 제한되는 것인지는 명확하지 않다. 매우 작은 지터로 인한 왜곡은 스피커의 비선형 특성으로 인한 왜곡보다 작을 수 있다. 아시하라와 키류 [8]는 스피커와 헤드폰의 선형성을 평가했다. 그들의 관찰에 따르면, 헤드폰이 스피커보다 더 작은 왜곡으로 충분한 음압을 귀고막에 생성하는 데 더 선호되는 것으로 보인다.

## 신호 처리
초기 녹음 후에는 압축, 이퀄라이징, 딜레이 및 리버브와 같은 방식으로 오디오 신호를 변경하는 것이 일반적이다. 아날로그의 경우 이는 외장 하드웨어 구성 요소 형태로 제공되며, 디지털의 경우 일반적으로 디지털 오디오 워크스테이션 (DAW)의 플러그인을 통해 동일하게 수행된다.
아날로그 및 디지털 필터링 비교는 두 방법 모두에 기술적 이점이 있음을 보여준다. 디지털 필터는 더 정밀하고 유연하다. 아날로그 필터는 더 간단하고 효율적일 수 있으며 대기 시간을 유발하지 않는다.

### 아날로그 하드웨어

위상 변화: 빨간색 사인파는 각도 만큼 시간적으로 지연되었으며, 파란색 사인파로 표시된다.

필터로 신호를 변경할 때 출력 신호는 입력 신호와 시간적으로 다를 수 있으며, 이는 위상 응답으로 측정된다. 모든 아날로그 이퀄라이저는 이러한 동작을 나타내며, 위상 이동의 양은 특정 패턴으로 달라지며 조정되는 대역을 중심으로 한다. 이 효과가 주파수 응답의 엄격한 변화 외에 신호를 다른 방식으로 변경하지만, 일반적으로 청취자에게는 불쾌하지 않다.

### 디지털 필터
관련된 변수를 계산에서 정확하게 지정할 수 있으므로, 디지털 필터는 아날로그 구성 요소보다 객관적으로 더 나은 성능을 낼 수 있다. 지연 및 믹싱과 같은 다른 처리도 정확하게 수행될 수 있다.
디지털 필터는 또한 더 다양하다. 예를 들어, 선형 위상 이퀄라이저는 주파수 의존적 위상 이동을 유발하지 않는다. 이 필터는 유한 임펄스 응답 필터를 사용하여 디지털로 구현될 수 있지만, 아날로그 구성 요소를 사용한 실제적인 구현은 없다.
디지털 처리의 실용적인 장점은 설정의 편리한 불러오기이다. 플러그인 매개변수는 컴퓨터에 저장할 수 있지만, 아날로그 장치의 매개변수 세부 정보는 장치를 다시 사용해야 하는 경우 적어두거나 다른 방법으로 기록해야 한다. 아날로그 콘솔과 아웃보드 장비를 사용하여 전체 믹스를 수동으로 불러와야 하는 경우 이는 번거로울 수 있다. 디지털로 작업할 때는 모든 매개변수를 단순히 DAW 프로젝트 파일에 저장하고 즉시 불러올 수 있다. 대부분의 최신 전문 DAW는 플러그인을 실시간으로 처리하므로, 최종 믹스다운 전까지는 처리가 거의 비파괴적일 수 있다.

### 아날로그 모델링
현재 아날로그 모델링을 통합한 많은 플러그인이 존재한다. 이들을 지지하며 모방하는 아날로그 프로세스와 소리 면에서 동등하다고 느끼는 오디오 엔지니어들이 있다. 아날로그 모델링은 알고리즘에서 잡음을 제거하고 매개변수를 더 유연하게 만들 수 있는 능력 등 아날로그 counterparts에 비해 몇 가지 이점을 제공한다. 반면에 다른 엔지니어들은 여전히 모델링이 실제 아웃보드 구성 요소보다 열등하다고 느끼며 여전히 "아웃사이드 더 박스" 믹싱을 선호한다.

## 음질

### 주관적 평가
주관적 평가는 오디오 구성 요소가 인간의 귀에 얼마나 잘 작동하는지 측정하려는 시도이다. 주관적 테스트의 가장 일반적인 형태는 청취 테스트이며, 오디오 구성 요소는 단순히 설계된 맥락에서 사용된다. 이 테스트는 하이파이 리뷰어들에게 인기가 있으며, 구성 요소를 리뷰어가 일정 시간 동안 사용한 다음 주관적인 용어로 성능을 설명한다. 일반적인 설명에는 구성 요소가 밝거나 따뜻한 소리를 내는지, 또는 구성 요소가 공간적 이미지를 얼마나 잘 표현하는지 등이 포함된다.
또 다른 유형의 주관적 테스트는 더 통제된 조건에서 이루어지며 청취 테스트에서 발생할 수 있는 편향을 제거하려고 시도한다. 이러한 종류의 테스트는 청취자에게 구성 요소를 숨긴 상태로 진행되며, 이를 블라인드 테스트라고 한다. 테스트를 진행하는 사람의 잠재적 편향을 방지하기 위해, 이 사람이 테스트 중인 구성 요소를 알지 못하도록 블라인드 테스트를 진행할 수도 있다. 이 유형의 테스트를 이중 맹검 테스트라고 한다. 이러한 종류의 테스트는 종종 손실 오디오 압축의 성능을 평가하는 데 사용된다.
이중 맹검 테스트의 비판론자들은 이 테스트가 청취자가 시스템 구성 요소를 평가할 때 완전히 편안함을 느끼지 못하게 하며, 따라서 시각 테스트(비맹검 테스트)에서만큼 다른 구성 요소 간의 차이를 잘 판단할 수 없다고 본다. 이중 맹검 테스트 방법을 사용하는 사람들은 청취자 훈련을 위한 일정 시간을 허용함으로써 청취자의 스트레스를 줄이려고 노력할 수 있다.

### 초기 디지털 녹음
초기 디지털 오디오 기기는 실망스러운 결과를 보였고, 디지털 변환기는 귀로 감지할 수 있는 오류를 도입했다. 음반 회사들은 1970년대 후반에 디지털 오디오 마스터를 기반으로 한 첫 LP를 출시했다. CD는 1980년대 초에 출시되었다. 이 시기에 아날로그 사운드 재생은 성숙한 기술이었다.
초기 CD 발매된 디지털 녹음에 대한 비평가들의 반응은 엇갈렸다. 비닐 레코드와 비교했을 때, CD는 녹음 환경의 음향 및 주변 배경 잡음을 훨씬 더 잘 드러낸다는 점이 주목되었다. 이러한 이유로, 아날로그 디스크를 위해 개발된 녹음 기술, 예를 들어 마이크 배치 등은 새로운 디지털 형식에 맞게 조정되어야 했다.
일부 아날로그 녹음은 디지털 형식으로 리마스터링되었다. 자연적인 콘서트 홀 음향으로 녹음된 아날로그 녹음은 리마스터링으로 이점을 얻는 경향이 있었다. 리마스터링 과정은 때때로 제대로 처리되지 못했다는 비판을 받았다. 원본 아날로그 녹음이 상당히 밝은 경우, 리마스터링은 때때로 부자연스러운 고음 강조를 초래했다.

### 슈퍼 오디오 CD 및 DVD 오디오
슈퍼 오디오 CD (SACD) 형식은 이전 표준 오디오 CD 형식의 개발사이기도 한 소니그룹과 필립스가 만들었다. SACD는 델타-시그마 변조를 기반으로 하는 다이렉트 스트림 디지털 (DSD)을 사용한다. 이 기술을 사용하면 오디오 데이터는 2.884 MHz의 샘플링 속도(CD에서 사용되는 44.1 kHz 샘플링 속도의 64배)로 고정 진폭(즉, 1비트) 값의 시퀀스로 저장된다. 어느 시점에서든 원본 아날로그 신호의 진폭은 데이터 스트림에서 1 또는 0의 밀도로 표현된다. 따라서 이 디지털 데이터 스트림은 아날로그 로우패스 필터를 통과시켜 아날로그로 변환될 수 있다.
DVD 오디오 형식은 표준 선형 PCM을 가변 샘플링 속도와 비트 심도로 사용하며, 이는 최소한 표준 CD 오디오 (16비트, 44.1 kHz)와 일치하거나 일반적으로 이를 훨씬 능가한다.
대중적인 하이파이 언론에서는 선형 PCM이 "사람들에게 스트레스 반응을 일으킨다"고 제안되었고, DSD는 "이러한 효과를 가지지 않는 유일한 디지털 녹음 시스템이다"라고 언급되었다. 이 주장은 존 다이아몬드 박사의 1980년 기사에서 유래한 것으로 보인다. PCM 녹음(당시 유일한 디지털 녹음 기술)이 스트레스 반응을 일으킨다는 주장의 핵심은 응용근신경학이라는 유사 과학적 기술을 사용하는 데 있었다. 예를 들어, AES 66차 컨벤션(1980)에서 다이아몬드 박사가 동일한 제목으로 발표한 내용에서와 같다. 다이아몬드는 이전에 "정지된 무정지 박자"의 존재 때문에 록 음악(클래식 음악과 달리)이 건강에 나쁘다는 것을 보여주기 위해 유사한 기술을 사용했다. 다이아몬드의 디지털 오디오 주장은 마크 레빈슨에 의해 받아들여졌고, 그는 PCM 녹음이 스트레스 반응을 일으키는 반면 DSD 녹음은 그렇지 않다고 주장했다. 그러나 고해상도 선형 PCM(DVD 오디오)과 DSD 간의 이중 맹검 주관적 테스트에서는 통계적으로 유의미한 차이가 나타나지 않았다. 이 테스트에 참여한 청취자들은 두 형식 간의 차이를 듣는 데 큰 어려움을 겪었다고 언급했다.

### 아날로그 선호
비닐 부활은 부분적으로 아날로그 오디오의 불완전성, 즉 "따뜻함"을 더하기 때문이다. 일부 청취자들은 CD 오디오보다 그러한 오디오를 선호한다. 더 앱솔루트 사운드 매거진의 창립자이자 편집장인 해리 피어슨은 "LP가 결정적으로 더 음악적이다. CD는 음악에서 영혼을 빼앗아간다. 감정적인 몰입이 사라진다."라고 말한다. 더빙 프로듀서 아드리안 셔우드는 "따뜻한" 사운드 때문에 아날로그 카세트 테이프에 대해 비슷한 감정을 가지고 있으며 이를 선호한다.
디지털 형식을 선호하는 사람들은 블라인드 테스트 결과를 지적하며, 이는 디지털 레코더로 가능한 높은 성능을 입증한다. 그들의 주장은 "아날로그 사운드"가 다른 어떤 것보다 아날로그 형식의 부정확성으로 인한 산물이라는 것이다. 디지털 오디오의 초기이자 가장 큰 지지자 중 한 명은 고전 지휘자 헤르베르트 폰 카라얀으로, 그는 디지털 녹음이 "우리가 아는 어떤 다른 형태의 녹음보다 확실히 우수하다"고 말했다. 그는 또한 실패한 디지털 콤팩트 카세트를 개척했으며, CD로 상업적으로 출시된 최초의 녹음인 리하르트 슈트라우스의 알프스 교향곡을 지휘했다. 아날로그 오디오가 분명히 우수하다는 인식은 모바일 피델리티 사운드 랩이라는 오디오 파일 레이블이 아날로그 마스터 테이프에서 나온 것으로 홍보된 비닐 출시 제품을 생산하기 위해 다이렉트 스트림 디지털 파일을 몰래 사용했다는 폭로 이후 음악 분석가들에 의해 의문이 제기되었다. 변호사이자 오디오 파일인 랜디 브라운은 "황금 귀를 가지고 아날로그와 디지털의 차이를 들을 수 있다고 주장하는 이 사람들은 결국 그럴 수 없다는 것이 밝혀졌다."라고 말했다.

## 하이브리드 시스템
아날로그 오디오라는 단어는 일반적으로 소리가 연속적인 신호 접근 방식을 사용하여 묘사됨을 의미하고, 디지털 오디오라는 단어는 이산적인 접근 방식을 의미하지만, 이 둘 사이에 속하는 오디오 인코딩 방법이 있다. 실제로 모든 아날로그 시스템은 미시적 규모에서 이산적인(양자화된) 동작을 보인다. 비닐 레코드와 일반적인 콤팩트 카세트는 아날로그 미디어이며 눈에 띄는 양자화나 에일리어싱 없이 준선형 물리적 인코딩 방법(예: 나선형 홈 깊이, 테이프 자기장 강도)을 사용하지만, 에일리어싱 및 "하드" 동적 바닥(예: 비디오 테이프의 주파수 변조 하이파이 오디오 , PWM 인코딩 신호)과 같은 디지털 시스템에서 발생하는 것과 유사한 효과를 나타내는 아날로그 비선형 시스템도 있다.

## 같이 보기
- 오디오파일
- 오디오 시스템 측정
- 기록 매체 비교
- 음반의 역사

## 참고 문헌
- Libbey, Ted (February 1995). “Digital versus analog: digital music on CD reigns as the industry standard”. 《Omni》. 17권 5호. 2015년 3월 7일에 원본 문서에서 보존된 문서. 2017년 3월 22일에 확인함.
- Pohlmann, K. (2005). Principles of Digital Audio 5th edn, McGraw-Hill Comp.